# 諏訪忠厚
諏訪 忠厚（すわ ただあつ）は、信濃諏訪藩の第6代藩主。第5代藩主・諏訪忠林の四男。

## 生涯
江戸桜田の藩邸にて産まれた。
宝暦13年（1763年）、従五位下伊勢守に叙任された。正室は阿部正福の娘であったが後に離縁し、この室は越後国黒川藩主の柳沢信有と再婚した。
宝暦13年（1763年）、父の隠居を受けて家督を継ぎ、安芸守に叙任された。病弱なこともあり江戸藩邸での暮らしが多く、生涯に渡って藩政は累代の重臣らに握られていたが、二の丸騒動を収束させ、天明元年（1781年）10月に隠居し、長男の諏訪忠粛が家督を継承した。
文化9年（1812年）、江戸藩邸にて67歳で死去した。
後世の創作物などにより「暗愚」「無能」などと言われることがある。

## 「二の丸騒動」

### 二の丸騒動前夜
諏訪藩では財政悪化から藩政改革を迫られていた。先代の忠林の代にも改革は行なわれたが、反対派の動きなどもあって失敗している。このような中で跡を継いだ忠厚は、政務に関心を示さない暗愚無能の人物であった。このため、先代藩主から財政再建策を一手に任されていた筆頭家老の千野貞亮が実権を掌握していた。
繰廻方の千野は藩財政再建のため、明和元年（1764年）に新役所を設置し、翌年には領民に対して重税を強いるなどの方針で領民を大いに苦しめたが、藩財政はいくらか再建された。千野は忠厚から賞賛されることとなったが、このことが騒動の火種となった。

### 推移

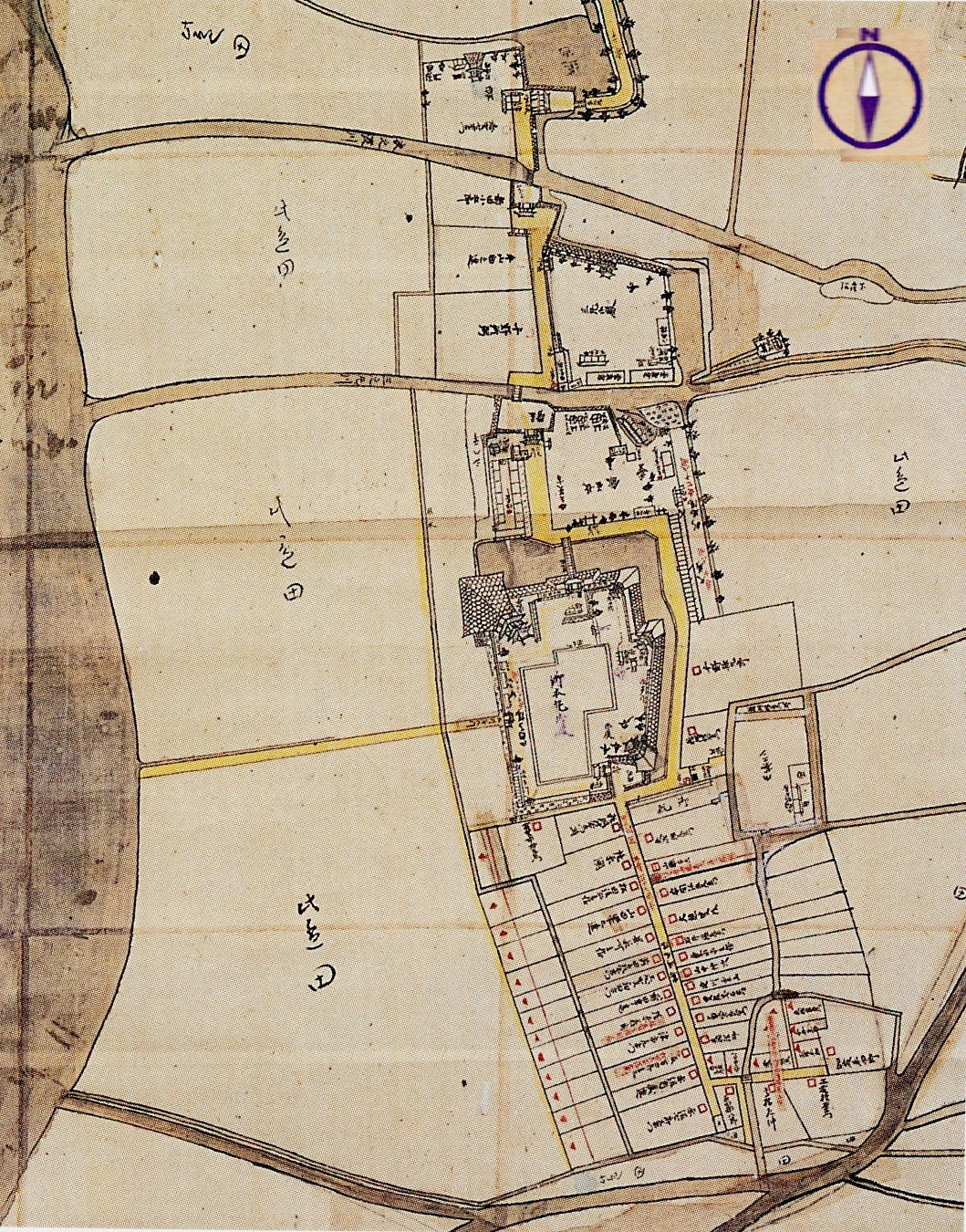
高島城内部 - 『高島城下町絵図』 慶應4年（1868年）作成

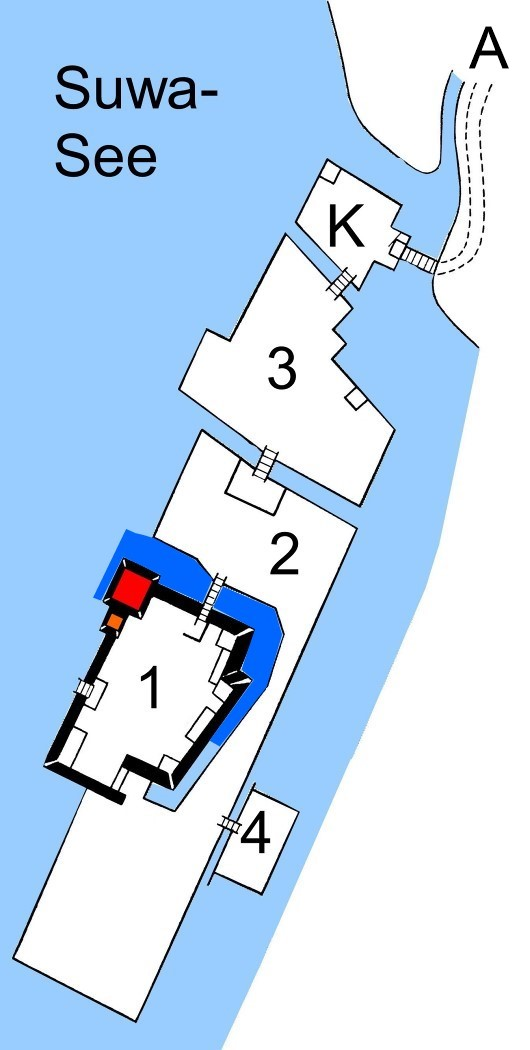
本丸、二ノ丸、三の丸図解

事件は、千野が藩財政をいくらか再建することで始まった。諏訪家家中には当時、家臣に2つの派閥があった。ひとつは鎌倉時代から諏訪氏に仕えてきた累代の重臣・千野氏で、高島城三の丸に屋敷を構えていた。これに対抗するように初代藩主頼水の弟・頼雄を祖とする高遠藩の家老一族がいたが、これは二の丸に屋敷を構えていた。これらは知行は共に1200石で、交代で歴代の家老を輩出してきた家柄であった。
ところが千野が改革で一応の功績を挙げたことで、もう一人の家老である諏訪頼保（大助）は、千野の追い落としを計画する。忠厚には渡辺助左衛門という寵愛している江戸詰の側用人がいたが、頼保はこれに近づいて、共に千野の追い落としを図った。頼保は忠厚に対して「千野の改革は領民から税をむしり取るだけのものであり、領民は一揆を起こしかねないほど千野を恨んでいる」と讒言した。確かに千野の改革は税を搾取するのが主であったため、領民が苦しんでいたのは確かであったが、忠厚はこれに対して大した調べもせずに千野を家老から解任して知行を召し上げ、閉門処分にした。明和9年（1772年）5月、頼保の父の諏訪頼英（図書）が首席家老となり、大助頼保は150石の恩賞を受けた。しかし、頼英・頼保の政治体制は汚職が横行した、などとも伝えられるが、少なくとも大した成果は上がらないまま、数年間が過ぎた。
安永8年（1779年）3月、千野は閉門を破って江戸にいる忠厚のもとに乗り込み、諏訪藩の現状を訴えた。これを知った忠厚は激怒し、頼英・頼保親子を家老から罷免し、知行を召し上げて逼塞・閉居に処した。汚職に関与した役人らも処分され、千野らは藩内に汚職を禁じる触れを出した。
だが頼保はすぐに巻き返しに出た。忠厚には正室との間に男児がおらず、側室との間に2人の息子がいた。一人はおとめ（木村氏）が産んだ軍次郎（後の忠粛）、もう一人はおきそ（北川氏）が産んだ鶴蔵（後の頼庸）である。忠厚はおきそを溺愛したため、家督を鶴蔵に譲ろうと考えていた。そこで頼保は忠厚の寵臣である渡辺と手を結び、長男の軍次郎を廃嫡して鶴蔵を跡継ぎとしようと画策した。こうすれば、鶴蔵が藩主になったとき、頼保は藩主擁立の功績の第一人者となれるからである。
これを知った千野は、いくら何でも主家の家督にまで手を出すのには反対で、家督は長男が継ぐべきと考えていた。そこで二の丸派の動きを阻止しようとしたが、渡辺が忠厚に対してまたも讒言したため、千野は忠厚の命で家老罷免の上、押込となった。大助頼保らは勢いづき、忠厚の正室が軍次郎を支持していることを理由に、忠厚に対して正室との離別を提言した。忠厚もいつまでたっても子を産まない正室に苛立っていたため、正室は強制的に離別させられた。
一方、押し込めとなっていた千野は、松本藩主松平光和の命により差し向けられた忍者芥川義矩によって救出された。これには、秘薬を使って透明になり、警戒厳重なる牢屋に忍び込み、千野にもその秘薬を与え、共に透明人間となり、誰にも気付かれずに脱出した、との伝説がある。このような家督騒動の事態になったことを憂慮し、千野は自分の死を覚悟して、江戸の松平乗寛のもとへこの事態を訴え、助けを求めた。乗寛は忠厚の妹婿で、幕府の奏者番を務めていた。事態を知った乗寛は、幕閣がこれを知れば改易になりかねないことを憂慮し、天明元年（1781年）10月、忠厚を説得して家督を長男の忠粛に譲らせることを実現した。この功績で、千野は再び家老に復帰した。
頼粛を調伏して藩政を牛耳ろうと企んでいた二の丸派は、天明3年（1783年）7月、大助頼保が切腹、渡辺助左衛門ら4名が打ち首、図書頼英は永牢、という処分が下され、ようやく「二の丸騒動」は終焉した。

## 系譜
父母
- 諏訪忠林（父）

正室
- 備後国福山藩主阿部正福の娘。（のち離縁し越後国黒川藩主柳沢信有継室。）

側室
- おとめ ー 木村氏
- おきそ ー 北川氏

子女
- 諏訪忠粛（長男） - 生母はおとめ（側室）
- 諏訪頼庸 - 母は北川氏